# Aleksei Tishchenko
Aleksey Viktorovich Tishchenko (em russo: Алексей Викторович Тищенко, Omsk, 29 de maio de 1984) é um boxista russo bicampeão olímpico em categorias diferentes.
Competindo no peso pena em Atenas 2004, Tishchenko conquistou a medalha de ouro vencendo na final o norte-coreano Kim Song-Guk por pontos (39–17). Quatro anos depois representou seu país nos Jogos Olímpicos de 2008, realizados em Pequim, já lutando entre os leves. Na luta final venceu o francês Daouda Sow por pontos (11–9).